# Кастелпетрозо
Кастелпетро̀зо (на италиански: Castelpetroso, на местен диалект Castièllë, Кастиелъ) е село и община в Централна Италия, провинция Изерния, регион Молизе. Разположено е на 872 m надморска височина. Населението на общината е 1649 души (към 2010 г.).